# Gewone franjegroefbij
De gewone franjegroefbij (Lasioglossum sexstrigatum) is een vliesvleugelig insect uit de familie Halictidae. De wetenschappelijke naam van de soort werd gepubliceerd in 1870 door Schenck.

## Kenmerken
Mannelijke exemplaren meten 5 tot 7 mm en vrouwelijke exemplaren 6 tot 7 mm. Het is een donkere, zwarte/bruine bij die weinig behaard is. De tergieten hebben achterranden die zwak doorschijnen.